# Paraplea nilionis
Paraplea nilionis är en insektsart som först beskrevs av Drake och Chapman 1953.  Paraplea nilionis ingår i släktet Paraplea och familjen dvärgryggsimmare. Inga underarter finns listade i Catalogue of Life.